# بلاي ستيشن آي توي
بلاي ستيشن آي توي (بالإنجليزية: PlayStation EyeToy)‏ هي كاميرا ويب ملونة للاستخدام مع بلاي ستيشن 2. تستخدم الألعاب المدعومة رؤية الكمبيوتر والتعرف على الإيماءات لمعالجة الصور التي التقطت بواسطة آي توي. يتيح ذلك للاعبين التفاعل مع الألعاب باستخدام الحركة واكتشاف الألوان والصوت أيضًا من خلال الميكروفون المدمج. صدر في أكتوبر 2003.
صُنِّعَت الكاميرا بواسطة لوجيتك (المعروفة باسم «لوجيكول» في اليابان)، على الرغم من أن لعبة آي توي الأحدث صُنِّعَت بواسطة ناماتي. تُستخدم الكاميرا بشكل أساسي لتشغيل ألعاب آي توي التي طورتها شركة سوني وشركات أخرى. إنه غير مخصص للاستخدام ككاميرا كمبيوتر عادية، على الرغم من أن بعض المبرمجين قد كتبوا برامج تشغيل غير رسمية لها. تتوافق كاميرا آي توي مع بلاي ستيشن 3 ويمكن استخدامها لمحادثات الفيديو. اعتبارًا من 6 نوفمبر 2008، باعت آي توي 10.5 مليون وحدة في جميع أنحاء العالم.